# قائمة التلال الأثرية في لبنان
قائمة الأكمات الأثرية أو قائمة التلال الأثرية أو قائمة التلال المتعلقة بعلم الآثار (بالإنجليزية: List of tells in Lebanon)‏ هي قائمة ويكيبيدية تحاول الإحاطة بمجموعة التلال الأثرية في لبنان.

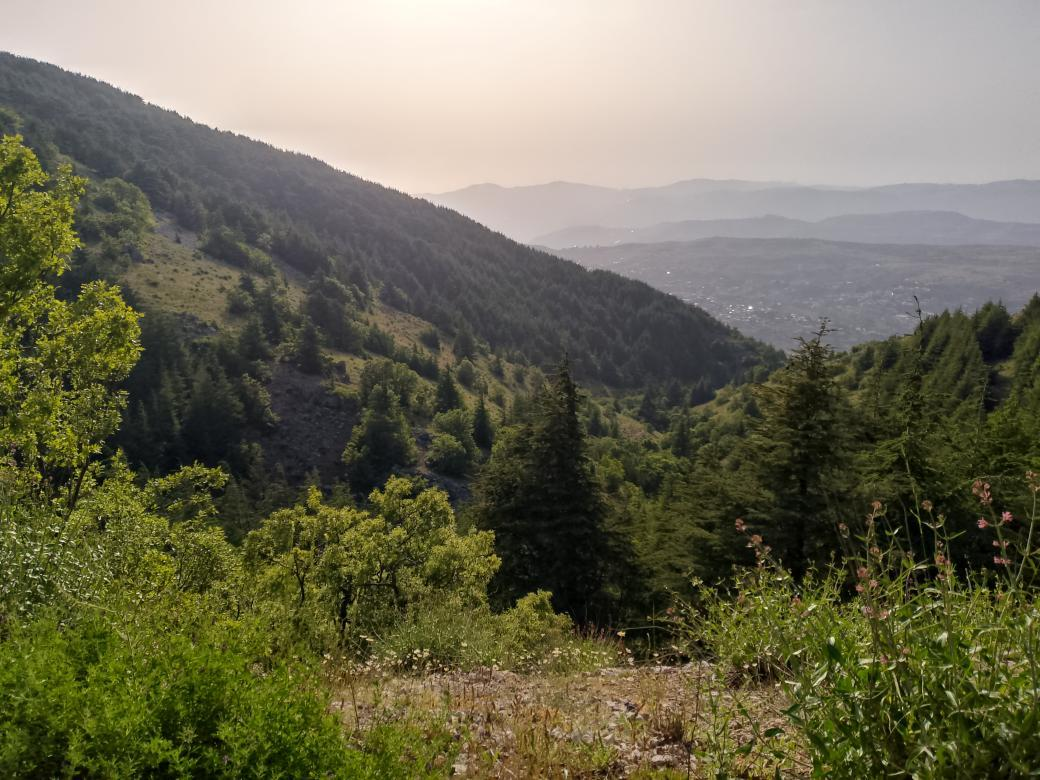
تلال لبنان

## معنى مصطلح «تل» أو «أكمة» أثرية في علم الآثار

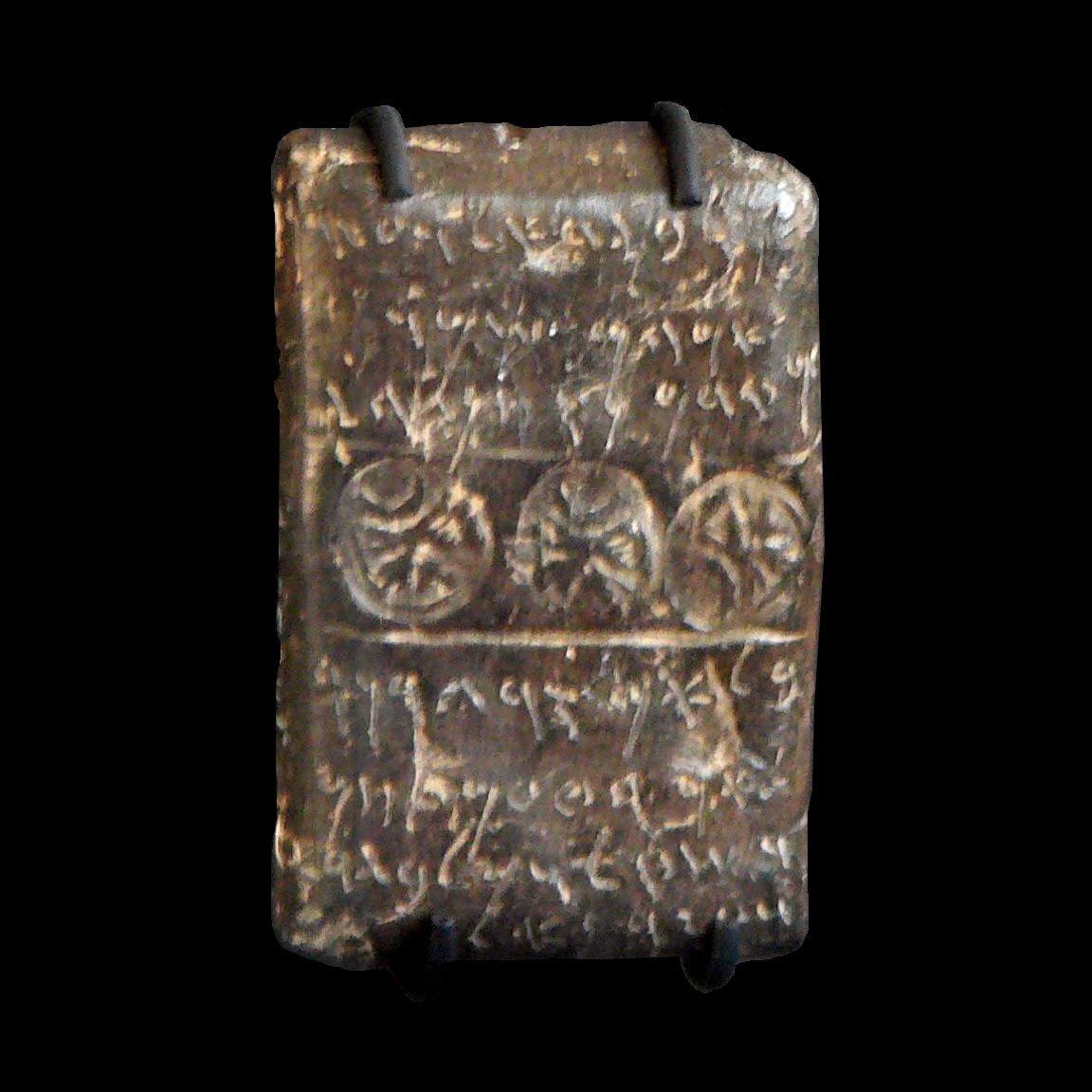
لوحة أثرية منقوشة تعود للعصر البرونزي وجدت في تل الجزيرة في لبنان.

تل جمع تلال أو تلات، أو أكمة جمع أكمات، بالإنجليزية tell أو till جمع tells أو tills) هي مواقع أثرية أركيولوجية قديمة تعود لعصور الحضارة الحجرية والبرونزية القديمة، وتعني كلمة تل في القاموس الأركيولوجي (علم الآثار)، نقلاً عن أصله العربي، الذي اصطلح في قاموس علم الأركيولوجيا نظرا لكثرة التلال الأثرية في مناطق الشرق الأوسط وشمال إفريقيا ويكتب في (الإنجليزية بصيغتين: tell أو tel) وهي عبارة عن تلة صناعية تتكون من المخلفات المتراكمة للأشخاص الذين عاشوا في نفس الموقع لمئات أو آلاف السنين. تبدو التلة الكلاسيكية مثل مخروط منخفض، مُشذب والجانبين منحدرين ويمكن أن تصل إلى 30 متراً.
ترتبط التلال الأكثر شيوعاً بعلم آثار الشرق الأدنى القديم، ولكنها توجد أيضاً في أماكن أخرى، مثل آسيا الوسطى وأوروبا الشرقية  وغرب إفريقيا واليونان. وفي الشرق الأوسط تتركز في المناطق الأقل جفافاً، بما في ذلك بلاد ما بين النهرين العليا وبلاد الشام، وإيران ومنطقة الأناضول في تركيا.
إذن فالتلة الأثرية هي تلة اصطناعية أنشأتها أجيال عديدة من البشر الذين يعيشون ويعيدون البناء في نفس المكان. بمرور الوقت، يرتفع المستوى، فتتشكل تلة قد تصل إلى 30 متر، التلة.
يكشف التنقيب عن المباني المدفونة مثل المباني الحكومية أو العسكرية، والأضرحة الدينية والمنازلج، التي تقع على أعماق مختلفة حسب تاريخ استخدامها. غالباً ما تتداخل بشكل أفقي أو رأسي أو كليهما. يقوم علماء الآثار الذين يقومون بمسح الموقع ثم التنقيب بما يصطلح عليه بالحفريات ثم تحليل واستنتاج وإخبار جردي عن المواقع الذي يفسير العمارة والغرض منها وتاريخها وربط ذلك بكرونولوجيا التطور التاريخي للبشر عبر العصور.

## قائمة الأكمات الأثرية في لبنان

### محافظة بعلبك الهرمل
تقع في محافظة بعلبك الهرمل، شرق لبنان، الأكمات الأثرية التالية:
| الإسم                     | الوصف | تواريخ الحفريات     | القضاء | العصر                                                      | الإحداثيات                                      | المراجع                     | ملاحظات عامة عن الموقع | الصورة |  |
| ------------------------- | --- | ------------------- | ------ | ---------------------------------------------------------- | ----------------------------------------------- | --------------------------- | ---------------------- | ------ |  |
| تل أهل                    | موقع أثري على بعد 18 كم شمال بعلبك | 1966                | بعلبك  | العصر البرونزي المبكر                                      |                                                 | [ 10 ]                      |                        |        |  |
| تل أرض طلالي              | موقع تل أثري صغير في سهل في سفح جبل لبنان يبعد 11 كـم (7 ميل) شمال غرب بعلبك، في وادي البقاع. تضمنت المواد المستخرجة مجموعة واسعة من الأدوات الحجرية، وريش حجر السج وأوعية البازلت والمطارق وذخيرة حبال الطين وريش فلينت مصنوعة بدقة وكاشطات وحفارة وبعض الفؤوس. شملت صناعة الفخار شظايا مطلية بحليفي كلا من الزخارف والأشكال المزيّنة بالديكور المنقوش بما في ذلك الخطوط الأفقية أو العمودية مع النقاط، الأمواج، تعرج الزاج والتصاميم المتقاطعة. مع بعض تطبيق غسل الأحمر.                                | 1965 1966           | بعلبك  | العصر الحجري الحديث ما قبل الفخاري بي، العصر الحجري الحديث | 34°04′N 36°05′E / 34.06°N 36.08°E               | [ 11 ] [ 12 ] [ 13 ] [ 14 ] |                        |        |  |
| تل بشارة                  | موقع أثري تلي يقع على بعد حوالي 120 متر جنوب غرب تل حزين، والذي يقع على بعد 11 كم جنوب غرب بعلبك في محافظة بعلبك الهرمل. | 1933 1966           | بعلبك  | العصر البرونزي الأوسط                                      | 33°35′02″N 35°54′53″E / 33.58393°N 35.914727°E  | [ 15 ]                      |                        |        |  |
| تل حزين                   | موقع أثري يعود تاريخه على الأقل إلى العصر البرونزي المبكر. يقع على بعد 11 كم جنوب غرب بعلبك في محافظة بعلبك الهرمل | 1933 1949–50        | بعلبك  | العصر البرونزي المبكر                                      | 33°57′50″N 36°06′09″E / 33.963889°N 36.102500°E | [ 16 ]                      |                        |        |  |
| تل حوش الرافقة            | موقع أثري يقع على بعد كيلومتر واحد إلى الشمال من بلدة حوش الرافقة، و4 كم غرب جسر نهر الليطاني. | 1963 1965           | بعلبك  | العصر البرونزي المبكر                                      |                                                 | [ 17 ] [ 18 ]               |                        |        |  |
| تل الحدث [الإنجليزية]     | موقع أثري يقع على بعد 14 كم غرب جنوب غرب مدينة بعلبك. ويعود تاريخه على الأقل إلى العصر الحجري الحديث أو العصر النحاسي | 1938 1954           | بعلبك  | العصر الحجري الحديث أو العصر النحاسي                       |                                                 | [ 10 ]                      |                        |        |  |
| تل دير                    | موقع أثري يقع في منتصف الطريق بين جب جنين وشطورة، اكتشفت في الموقع كمية كبيرة من المواد تعود للعصر الحجري الحديث في الموقع، ومسحت لورين كوبلاند وبيتر وبيتر ويسكومب المنطقة. وكانت الأنواع الأكثر وجودا في الموقع، السكاكين والكاشطات والمناجل. كما عُثر على عدد قليل من شقوف الفخار وقطع فخارية مصقولة، تعود المواد المكتشفة للعصر الحجري الحديث، واقترح أيضًا أن بعضها يعود إلى العصر البرونزي. | 1965 1966           | بعلبك  | العصر الحجري الحديث أو العصر البرونزي                      | 33°41′32″N 35°47′41″E / 33.692194°N 35.794694°E | [ 18 ]                      |                        |        |  |
| تل رسم الحدث [الإنجليزية] | موقع أثري يقع على بعد 18 كلم شمال مدينة بعلبك في محافظة البقاع. ويعود تاريخه على الأقل إلى العصر الحجري الحديث | 1933 1954 1965 1966 | بعلبك  | العصر الحجري الحديث                                        | 34°08′35″N 36°16′17″E / 34.14306°N 36.27139°E   | [ 19 ]                      |                        |        |  |
| تل عدوس [الإنجليزية]      | يقع على بعد 5 كم شمال غرب مدينة بعلبك. ويعود تاريخه على الأقل إلى العصر البرونزي المبكر. | 1965                | بعلبك  | العصر البرونزي المتأخر                                     | 34°01′41″N 36°08′56″E / 34.02806°N 36.14889°E   | [ 10 ]                      |                        |        |  |
| تل علق                    | موقع أثري على بعد 9 كم غرب بعلبك في محافظة بعلبك الهرمل. يعود تاريخه على الأقل إلى العصر البرونزي المبكر. | 1966                | بعلبك  | العصر البرونزي المبكر                                      |                                                 | [ 20 ]                      |                        |        |  |
| تل عين سعودة              | تل أثري من العصر الحجري الحديث، على بعد حوالي 2 كيلومتر (1.2 ميل) جنوب تل نبع الليطاني. | /                   | بعلبك  | العصر الحجري الحديث إلى العصر البرونزي                     | 33°59′54″N 36°06′03″E / 33.998333°N 36.100833°E | [ 21 ] [ 22 ] [ 18 ]        |                        |        |  |
| تل عين غسالي              | موقع أثري يوجد على بعد 1.5 كم غرب طريق رياق–بعلبك بالقرب من معبر طليا | 1966                | بعلبك  | العصر الحجري الحديث                                        | 33°56′39″N 36°04′59″E / 33.94417°N 36.08306°E   | [ 18 ]                      |                        |        |  |
| تل قصر لبوة               | موقع أثري في لبنان، يقع على بعد كيلومتر واحد إلى الغرب من اللبوه | 1954 1957           | بعلبك  | العصر الحجري الحديث                                        | 34°11′51″N 36°20′31″E / 34.19744°N 36.34204°E   | [ 23 ]                      |                        |        |  |
| تل مجدلون                 | موقع أثري يقع على بعد 1.5 كم شمال غرب قرية مجدلون. | 1954 1966           | بعلبك  | العصر البرونزي المبكر                                      | 33°59′47″N 36°07′21″E / 33.99639°N 36.1225°E    | [ 24 ]                      |                        |        |  |
| تل مسعود                  | موقع أثري يقع غرب تل حزين على بعد كيلومترين غربًا من نهر الليطاني | 1955 1957           | بعلبك  | العصر النحاسي و العصر البرونزي                             | 33°58′57″N 36°04′22″E / 33.9825°N 36.07278°E    | [ 24 ]                      |                        |        |  |
| تل نبع الليطاني           | موقع أثري يقع على بعد 9 كيلومترات (5.6 ميل) غرب بعلبك، عند بالقرب من الينابيع وهو المصدر الرئيسي لنهر الليطاني على ارتفاع 1002 متر. شملت المواد التي عُثر عليها في الموقع أدوات الصوان مثل آلات كاشطة وشفرات وقطع من المنجل مجزأة. كما تم العثور على أواني الفخار وشظايا مصقولة ومرسومة حمراء، بعضها مزخرف بزخارف منقوشة تشبه المواد المكتشفة من جبيل وأرض طلالي، التي قادت تحليلات وتوقعات لورين كوبلاند وبيتر ويسكومب إلى طرح فرضية انتمائها إلى العصر الحجري الحديث المتأخر، الممتد إلى العصر البرونزي | 1965–1966           | بعلبك  | العصر الحجري الحديث المتأخر، الممتد إلى العصر البرونزي     | 34°00′53″N 36°05′55″E / 34.01472°N 36.09861°E   | [ 18 ] [ 23 ]               |                        |        |  |
| تل نبع شعت [الإنجليزية]   | هو موقع أثري يقع على بعد 6 كلم إلى الشمال من مقنة. ويعود تاريخه على الأقل إلى العصر البرونزي المبكر | 1965                | بعلبك  | العصر البرونزي المبكر                                      | 0°N 0°E / 0°N 0°E                               | [ 25 ]                      |                        |        |  |
| تل وردين                  | موقع أثري على بعد 9 كم شمال غرب بعلبك، على بعد 6 كم جنوب شرق بوداي | 1954                | بعلبك  |                                                            | 0°N 0°E / 0°N 0°E                               | [ 26 ]                      |                        |        |  |
| حوش تل صفية               | قرية وموقع أثري لبنان يبعد 3 كم جنوب غرب مدينة إيعات قرب بعلبك في محافظة بعلبك الهرمل. ويعود تاريخه على الأقل إلى العصر الحجري الحديث | 1933 1954 1957 1966 | بعلبك  | العصر الحجري الحديث                                        | 34°01′30″N 36°08′23″E / 34.025°N 36.139722°E    | [ 27 ]                      |                        |        |  |

### محافظة البقاع
تقع في محافظة البقاع، شرق لبنان، الأكمات الأثرية التالية:
| الإسم                      | الوصف | تواريخ الحفريات     | القضاء             | العصر                                                                     | الإحداثيات                                       | المرجع                             | ملاحظات عامة عن الموقع | الصورة |  |
| -------------------------- | --- | ------------------- | ------------------ | ------------------------------------------------------------------------- | ------------------------------------------------ | ---------------------------------- | ---------------------- | ------ |  |
| تل أبلح [الإنجليزية]       | موقع أثري على بعد 3 كلم غرب مدينة رياق. ويعود تاريخه على الأقل إلى العصر الحجري الحديث أو العصر النحاسي | 1965                | زحلة               | العصر الحجري الحديث أو العصر النحاسي                                      | 0°N 0°E / 0°N 0°E                                | [ 10 ]                             |                        |        |  |
| تل بئر دكوة                | موقع أثري على مفترق الطريق بين دكوة وحوش حريمة. يعود تاريخه على الأقل إلى العصر البرونزي | 1938 1954 1957      | زحلة               | العصر البرونزي المبكر                                                     | 33°42′10″N 35°52′29″E / 33.702804°N 35.874626°E  | [ 15 ]                             |                        |        |  |
| تل أيوب                    | موقع أثري على بعد كيلومترين شمال بر الياس في محافظة البقاع اللبنانية. تشير التواريخ في مكان دراسة الموقع الأثري إلى العصر الحجري الحديث على الأقل. | 1930                | زحلة               | العصر الحجري الحديث                                                       | 0°N 0°E / 0°N 0°E                                | [ 28 ]                             |                        |        |  |
| تل بر إلياس                | موقع أثري على بعد كيلومترين شمال شتورة إلى طريق دمشق، يقع وسط بر إلياس | 1933 1966           | زحلة               | العصر البرونزي المبكر                                                     | 0°N 0°E / 0°N 0°E                                | [ 15 ]                             |                        |        |  |
| تل تعلبايا                 | هو موقع أثري يقع على بعد 2.5 كيلومتر جنوب غرب جسر معلقة. ويعود تاريخه على الأقل إلى العصر الحجري الحديث | 1966                | زحلة               | العصر الحجري الحديث                                                       | 0°N 0°E / 0°N 0°E                                | [ 26 ] [ 29 ]                      |                        |        |  |
| تل جزيرة                   | موقع أثري يبعد ستة كيلومترات جنوب غرب بر إلياس | 1927 1966           | زحلة               | العصر البرونزي                                                            | 33°43′49″N 35°50′47″E / 33.730195°N 35.846389°E  |                                    |                        |        |  |
| تل الجسر                   | تل أثري يبعد 1.5 كيلومتر (0.93 ميل) شمال غرب جب جنين. جمع هنري فليش ‏ و«م. تالون» كمية كبيرة من المواد التي يحتفظ بها الآن متحف ما قبل التاريخ اللبناني، وهو جزء من جامعة القديس يوسف، وقد عثر أيضاً على مجموعة واسعة من تصاميم الجرة مع بعض الصحون الأواني الحمراء، وتُظهر المواد أنها تعود للعصر الحجري الحديث مع العديد من أوجه التشابه مع جبيل ومواقع وادي الأردن السفلى التي ازدهرت حتى العصر البرونزي، كما يُعتبر موقع اكتشاف التل جزء من الفخار يسمى Tell Jisr Sherd الذي يُظهر شقوق يعتقد بأنها أقدم كتابات أبجدية مكتشفة. | 1965–1966           | قضاء البقاع الغربي | العصر الحجري الحديث ما قبل الفخاري بي، العصر الحجري الحديث، العصر النحاسي | 33°38′24″N 35°46′43″E / 33.64°N 35.77861°E       | [ 30 ] [ 21 ] [ 31 ] [ 32 ] [ 33 ] |                        |        |  |
| تل حشباي                   | هو موقع أثري في غرب وادي البقاع مُسح الموقع ودراسته لأول مرة في عام 1965 من قبل لورين كوبلاند وبيتر ويسكومب وهنري دي كونتينسون ‏. ومن المواد التي عُثر عليها قطع الفخار مصقولة حمراء اللون (بعضها مزين)، ورؤوس سهام، وشفرات منجلية مع إزالة الأسنان الخشنة، وسجود، ومطاط البازلت، ومدقات من الحجر الجيري، يعود تاريخ الموقع على التل الأثري إلى حوالي 8200-6200 قبل الميلاد. | 1965–1966           | وادي البقاع        | العصر الحجري الحديث ما قبل الفخاري بي، العصر الحجري الحديث،               | 0°N 0°E / 0°N 0°E                                | [ 18 ]                             |                        |        |  |
| تل خردان                   | موقع أثري من العصر الحجري الحديث الثقيل ‏، يعود ويرتبط الموقع بعصر حضارة القرعون في شمال شرق عميق، على الطريق المؤدية إلى شتورة. عُثر على العديد من حجر الصوان الثقيل من العصر الحجري الحديث، في الموقع بما في ذلك، الكاشطات، الشفرات والرقائق في الحقول التي تحيط بسهول تل خردان. وقد تم إنتاج الكثير من هذه الأدوات من العصر الحجري الحديث باستخدام تقنية ليفالوا. | /                   | البقاع الغربي      | العصر الحجري الحديث الثقيل ‏، العصر الحجري الحديث                          | 33°49′07″N 35°57′32″E / 33.8185°N 35.95894°E     | [ 34 ] [ 35 ]                      |                        |        |  |
| تل دير زنون                | هو موقع أثري يقع على بعد 3 كم جنوب شرق تل بر إلياس في محافظة البقاع. تشير تواريخ الحفريات أن الموقع يعود على الأقل إلى العصر الحجري الحديث. | 1933 1954 1955 1957 | زحلة               | العصر الحجري الحديث                                                       | 33°45′10″N 35°55′03″E / 33.75278°N 35.9175°E     | [ 36 ]                             |                        |        |  |
| تل الدلهمية                | موقع أثري يقع على بعد 3 كم جنوب جنوب غرب مدينة رياق. ويعود تاريخه على الأقل إلى العصر الحجري الحديث | 1933 1954 1966      | زحلة               | العصر الحجري الحديث                                                       | 33°49′07″N 35°57′32″E / 33.8185°N 35.95894°E     | [ 37 ]                             |                        |        |  |
| تل ذنوب                    | موقع أثري لحضارة قرعون يقع على بعد 4 كيلومترات شمال الشمال الشرقي جب جنين. على الرغم من اكتشاف استيطان لاحق، فقد عُثر على العديد من أحجار الصوان الثقيلة من العصر الحجري الحديث في الحقول الواقعة جنوب التل. | /                   | البقاع الغربي      | العصر الحجري الحديث                                                       | 33°39′42″N 35°46′46″E / 33.66167°N 35.77944°E    | [ 11 ] [ 14 ]                      |                        |        |  |
| تل رياق                    | موقع أثري من صنف التل، يقع تل رياق على بعد كيلومتر واحد شمال شرق رياق في محافظة البقاع. يعود تاريخه المتوقع على الأقل إلى العصر الحجري الحديث | 1963                | رياق               | العصر الحجري الحديث                                                       | 0°N 0°E / 0°N 0°E                                | [ 38 ]                             |                        |        |  |
| تل زيتون                   | تعرف أيضًا باسم تل الدنيبة، وهو موقع أثري على بعد 8 كيلومترات جنوب غرب راشيا على ارتفاع 900 متر. وجد المنقبون أدوات عبارة عن فوقة (رأس الحربة) ومطرقة ونصل منجل مسنن. أعطت دراسة هذه الأدوات إلى نتائج تحيل نسبيا إلى ما يسمى بفترة عبيد وهو ما يعادل ويوازي بداية العصر الحجري الحديث في جبيل. | 1954 1966 1968      | راشيا              | العصر الحجري الحديث ما قبل الفخاري بي                                     | 33°28′00″N 35°44′00″E / 33.466667°N 35.733333°E  | [ 39 ] [ 40 ] [ 21 ]               |                        |        |  |
| تل سرحان                   | موقع أثري يقع على بعد 9 كم جنوب شرق قاعدة رياق الجوية، على بعد 4 كم شمال شرق بر الياس. يعود تاريخه على الأقل إلى العصر الحجري الحديث مع وفرة مواد العصر البرونزي الأوسط والمتأخر | 1933 1954 1957 1966 | زحلة               | العصر الحجري الحديث والعصر البرونزي الأوسط والمتأخر                       | 0°N 0°E / 0°N 0°E                                | [ 41 ]                             |                        |        |  |
| تل الساعاتية               | موقع أثري يقع على بعد 4.4 كم جنوب غرب مجدل عنجر على الطريق المؤدية إلى راشيا. يعود تاريخه إلى العصر الحجري الحديث مع كميات كبيرة من مواد العصر البرونزي | 1954 1957           | راشيا              | العصر الحجري الحديث والعصر البرونزي                                       | 0°N 0°E / 0°N 0°E                                | [ 27 ]                             |                        |        |  |
| تل عين صفر                 | موقع أثري يقع على بعد 4.4 كم جنوب غرب مجدل عنجر على طريق راشيا. يعود تاريخه على الأقل إلى العصر الحجري الحديث مع وجود كميات كبيرة من مواد العصر البرونزي المبكر. | 1930                | زحلة               | العصر الحجري الحديث والعصر البرونزي                                       | 0°N 0°E / 0°N 0°E                                | [ 42 ]                             |                        |        |  |
| تل سعوضي [الإنجليزية]      | موقع أثري مكون من تل صغير يقع على بعد كيلومتر واحد شمال تل دلمهية [الإنجليزية] وكيلومترين جنوب غرب مدينة رياق. ويعود تاريخه على الأقل إلى العصر الحجري الحديث. عُثر فيه على القليل من الفخار المصقول وبعض أحجار الصوان والتي قُورنت بالعصر الحجري الحديث في جبيل. | 1966                | زحلة               | العصر الحجري الحديث                                                       | 0°N 0°E / 0°N 0°E                                | [ 41 ] [ 22 ]                      |                        |        |  |
| تل السلطان يعقوب           | موقع أثري على بعد 2.5 كم جنوب تل الساعاتية، على بعد كيلومتر واحد غرب المنارة. يعود تاريخه إلى العصر البرونزي على الأقل | 1966                | وادي البقاع        | العصر البرونزي                                                            | 33°38′40″N 35°51′31″E / 33.64441°N 35.85855°E    | [ 26 ]                             |                        |        |  |
| تل الشيخ حسن الري          | موقع أثري تلي يقع على بعد كيلومترين جنوب المرج، وعلى بعد كيلومترين شمال حوش حريمة. سجل موقع تل الشيخ حسن الري بأنه موقع يحتوي على أول دليل ثابت على البدايات الأولى لتدجين الإنسان للقطط، بعد أن اكتشف علماء الآثار بقايا يرجع تاريخها إلى فترة أوروك (5500-5000 ق.م.) لقطط أصغر في الحجم من القطط البرية. | 1927 1966           | البقاع الغربي      | العصر الحجري الحديث والعصور الوسطى                                        | 33°44′23″N 35°52′00″E / 33.73972°N 35.86667°E    | [ 44 ] [ 45 ]                      |                        |        |  |
| تل شمسين                   | موقع أثري يقع على بعد 1.75 كم شمال شرق «عين عنجر» في محافظة البقاع | 1966                | زحلة               | العصر الحجري الحديث                                                       | 33°44′37″N 35°57′24″E / 33.74361°N 35.95667°E    | [ 46 ] [ 18 ]                      |                        |        |  |
| تل عين الشريف [الإنجليزية] | يقع على بعد 4 كيلومترات شمال غرب مدينة رياق. يعود تاريخه إلى العصر النحاسي على الأقل. | 1966                | زحلة               | العصر النحاسي                                                             | 33°53′32″N 36°01′34″E / 33.8922200°N 36.026114°E | [ 47 ]                             |                        |        |  |
| تل عين نفايخ               | هو موقع أثري بمساحة قرابة 100 متر مربع من الحقل المحروث 300 متر شرق الليطاني، شمال رياق . | 1965–1966           | زحلة               | العصر الحجري الحديث / العصر البرونزي                                      | 0°N 0°E / 0°N 0°E                                | [ 23 ] [ 48 ] [ 49 ] [ 50 ] [ 18 ] |                        |        |  |
| تل قب الياس                | موقع أثري على بعد 3 كم جنوب غرب شتورة في محافظة البقاع. يعود تاريخه على الأقل إلى العصر الحجري الحديث | 1966                | زحلة               | العصر الحجري الحديث                                                       | 33°47′42″N 35°49′15″E / 33.795°N 35.82083°E      | [ 51 ]                             |                        |        |  |
| تل كرميتا                  | موقع أثري يقع على بعد 4 كيلومترات شمال بر الياس، على طريق زحلة. يعود تاريخه على الأقل إلى العصر الحجري الحديث مع العثور على مواد في وقت مبكر من العصر الحديدي | 1966                | زحلة               | العصر الحجري الحديث والعصر الحديدي المبكر                                 | 0°N 0°E / 0°N 0°E                                | [ 10 ]                             |                        |        |  |
| تل عين المتن               | يقع قبالة قرية الصويري، وهو مخروطي الشكل يتألف من حجارة الأنقاض والتربة الرمادية، وقد عثر على أدوات الصوان البنية المستوردة بجانب أدوات أخرى مصنوعة من النيموليت في حقول السفوح السفلية. وكان هناك نوع آخر من الصوان الهش والملون في المنطقة ولكنه غير مناسب لصناعة الأدوات، ويعتقد بأن المادة تعود إلى العصر الحجري الحديث الثقيل أو ربما من أصول من العصر الحجري القديم. كما وجد فخار يعتقد بأنه يعود للعصر البرونزي. | 1966                | البقاع الغربي      | العصر الحجري القديم.                                                      | 33°41′00″N 35°55′07″E / 33.683333°N 35.918611°E  | :26                                |                        |        |  |
| تل الغسيل                  | هو موقع أثري يقع في مزرعة الجامعة الأميركية في بيروت، على بعد 11 كيلومتر شمال الشمال الشرقي لمدينة رياق و16 كم إلى الجنوب الغربي من بعلبك. | 1966                | زحلة               | العصر النحاسي                                                             | 33°55′34″N 36°04′36″E / 33.92605°N 36.07668°E    | [ 53 ] [ 10 ] [ 54 ] [ 55 ]        |                        |        |  |
| تل مخدة                    | موقع أثري لبناني، يقع على بعد 400 متر جنوب غرب نبع فاعور | 1965                | زحلة               | العصر الحجري الحديث                                                       | 33°46′51″N 35°57′50″E / 33.7808°N 35.9639°E      | [ 24 ]                             |                        |        |  |
| تل ميرتافا                 | موقع أثري يقع على بعد 900 متر شمال غرب قرية تل البيرة | 1933 1966           | راشيا              | العصر البرونزي المبكر                                                     | 33°35′23″N 35°48′45″E / 33.589668°N 035.812492°E | [ 56 ]                             |                        |        |  |
| تل معوشي                   | هو موقع أثري يقع على بعد 2 كم جنوب غرب تل العمارة و 3 كم جنوب أبلح | 1965                | زحلة               | العصر البرونزي المبكر                                                     | 0°N 0°E / 0°N 0°E                                | [ 56 ]                             |                        |        |  |
| تل نبع فاعور               | تل أثري كبير ومنخفض يقع بالقرب من الطريق من بيروت إلى دمشق على بعد 5 أميال من الحدود مع سوريا، معظم المواد المستردة من موقع الصب المفتوح هذا جاءت من اكتشافات سطحية بالإضافة من 2.1 م إلى 2.4 م من رواسب العصر الحجري الحديث | 1965                | زحلة               | العصر الحجري الحديث ما قبل الفخاري بي، العصر الحجري الحديث،               | 33°46′56″N 35°58′05″E / 33.78222°N 35.96806°E    | [ 12 ] [ 57 ]                      |                        |        |  |
| تل نهاريا                  | موقع أثري في محافظة البقاع في لبنان، وهي تقع على بعد 4.3 كم جنوب رياق الواقعة على الضفة اليسرى لنهر الليطاني. اكتشف الموقع التلّي الأثري في عام 1963 | 1963                | زحلة               | العصر الحجري الحديث / العصر البرونزي                                      | 0°N 0°E / 0°N 0°E                                | [ 18 ] [ 58 ] [ 57 ]               |                        |        |  |

### محافظة بيروت
تقع في محافظة بيروت، وسط لبنان، الأكمات الأثرية التالية:
| الإسم | الوصف | الموقع | الإحداثيات | المرجع | ملاحظات عامة عن الموقع | الصورة |
| ----- | ----- | ------ | ---------- | ------ | ---------------------- | ------ |
|       |       |        |            |        |                        |        |

### محافظة جبل لبنان
تقع في محافظة جبل لبنان، وسط لبنان، الأكمات الأثرية التالية:
| الإسم | الوصف | الموقع | الإحداثيات | المرجع | ملاحظات عامة عن الموقع | الصورة |
| ----- | ----- | ------ | ---------- | ------ | ---------------------- | ------ |
|       |       |        |            |        |                        |        |

### محافظة الجنوب
تقع في محافظة الجنوب، جنوب لبنان، الأكمات الأثرية التالية:
| الإسم     | الوصف | تواريخ الحفريات | القضاء    | العصر                                      | الإحداثيات                                      | المرجع               | ملاحظات عامة عن الموقع | الصورة |
| --------- | --- | --------------- | --------- | ------------------------------------------ | ----------------------------------------------- | -------------------- | ---------------------- | ------ |
| تل البراق | موقع أثري يقع في منطقة زراعية خصبة على الساحل الجنوبي للبنان، ويقع التل في مكان بارز وسط الأراضي الزراعية على شريط من السهل يطل على البحر المتوسط وتدعمه مجموعة من التلال. لقد كان قيد التحقيق من قبل الجامعة الأمريكية في بيروت وجامعة توبنڠن منذ عام 1998. أجرى فريق علماء الآثار اللبناني-الألماني معظم أعمال التنقيب في تل البراق بحلول عام 2011، ولا تزال دراسة الموقع وتحليله مستمرًا. | 1998 2004 2011  | قضاء صيدا | من العصر البرونزي الوسيط إلى العصر الحديدي | 33°31′55″N 35°22′37″E / 33.531944°N 35.376944°E | [ 59 ] [ 60 ] [ 61 ] |                        |        |
| تل مريبيط | موقع أثري يبعد مسافة 8 كيلومتر شمال مدينة صور. يقع في وادي قريب من القاسمية على الضفة الشمالية لنهر الليطاني. جمع إ. باسيمارد المواد الأثرية وهي محفوظة في المتحف بيروت الوطني. وهي تتألف من أدوات ثقيلة وخشنة وعادة ما تكون ثنائية الجانب وغير محددة التاريخ والتي شُبهت بمواد من العصر الحجري الحديث الثقيل الأخرى في حضارة القرعون.                                                       | /               | صور       | العصر الحجري الحديث الثقيل                 | 0°N 0°E / 0°N 0°E                               | [ 62 ] [ 63 ]        |                        |        |

### محافظة الشمال
تقع في محافظة الشمال، شمال لبنان، الأكمات الأثرية التالية:
| الإسم                | الوصف | تواريخ الحفريات | القضاء  | العصر                       | الإحداثيات                                   | المرجع                      | ملاحظات عامة عن الموقع | الصورة |
| -------------------- | --- | --------------- | ------- | --------------------------- | -------------------------------------------- | --------------------------- | ---------------------- | ------ |
| تل فدعوس             | تقع تل فدعوس الأثري على الساحل، في الجنوب الغربي من كفر عبيدا _فدعوس. ويقع جنوب التل موقع فدعوس وهو موقع من العصر الحجري الحديث الثقيل لحضارة قرعون. |                 | البترون | العصر الحجري الحديث الثقيل ‏ | 34°13′39″N 35°39′46″E / 34.2275°N 35.66278°E | [ 64 ] [ 65 ] [ 66 ] [ 67 ] |                        |        |
| تل كيري [الإنجليزية] | |                 | عكار    | 0°N 0°E / 0°N 0°E           |                                              |                             |                        |        |

### محافظة عكار
تقع في محافظة عكار، شمال لبنان، الأكمات الأثرية التالية:
| الإسم | الوصف | الموقع | الإحداثيات | المرجع | ملاحظات عامة عن الموقع | الصورة |
| ----- | ----- | ------ | ---------- | ------ | ---------------------- | ------ |
|       |       |        |            |        |                        |        |

### محافظة النبطية
تقع في محافظة النبطية، جنوب لبنان، الأكمات الأثرية التالية:
| الإسم    | الوصف | تواريخ الحفريات | القضاء  | العصر               | الإحداثيات                                 | المرجع | ملاحظات عامة عن الموقع | الصورة |
| -------- | --- | --------------- | ------- | ------------------- | ------------------------------------------ | ------ | ---------------------- | ------ |
| تل ديبان | موقع أثري يقع على بعد كيلومترين شمال المرجعيون في سهل المرج. ويعود تاريخه على الأقل إلى العصر الحجري الحديث. وكان يُعرف أيضًا في العالم القديم باسم إيجون، عُثر فيه على العديد من القطع الأثرية بما في ذلك التماثيل (مفقودة حاليًا) والأعمدة وغيرها، ومن الممكن أن يكون سكان هذه المستوطنة من الفينيقيين. | 1927 1954 1957  | مرجعيون | العصر الحجري الحديث | 33°20′43″N 35°35′24″E / 33.34528°N 35.59°E | [ 15 ] |                        |        |

## تقييم الآثار
يتوفر لبنان وخصوصا محافظة البقاع في سهل البقاع الكثير من المواقع الأثرية التلية، التي تحفظ وتحوي الكثير من الأسرار عن تاريخ التطور البشري اجتماعيا وأدواتيا تقنيا وزراعيا والهجرات وجينيا وغيرها.. خصوصا في سهل البقاع فهي منطقة غنية جدا بعشرات المواقع الأثرية الأركيولوجية التلية المكتشفة. التي يمكن استغلالها في الترويج الثقافي والسياحي في إطار السياحة الثقافية وتشييد متاحف علمية وسياحية تعمل على حفظ وتقيّيم الآثار والتاريخ اللبناني والمتوسطي والإنساني، كتراث أثري إنساني.
تلال أثرية يمكن أن يساعد العناية والاهتمام بها وتكثيف التنقيب وتقنياته من الإجابة على الكثير من التساؤلات.

## مزيد من القراءة
- Lloyd، Seton (1963). Mounds of the Near East. Edinburgh University Press. مؤرشف من الأصل في 2020-12-02 – عبر Internet Archive.

### فهرس
1. ↑  "{{{1}}}". قاموس أوكسفورد الإنجليزي (ط. الثالثة). مطبعة جامعة أكسفورد. سبتمبر 2005.
2. ↑  Kirkpatrick (1983)، ص. 1330.
3. ↑  Albright (1960)، ص. 16.
4. ↑  Wilkinson (2003)، ص. 100–127.
5. ↑  Bailey، Douglass W.؛ Tringham، Ruth؛ Bass، Jason؛ Stevanović، Mirjana؛ Hamilton، Mike؛ Neumann، Heike؛ Angelova، Ilke؛ Raduncheva، Ana (1 يناير 1998). "Expanding the Dimensions of Early Agricultural Tells: The Podgoritsa Archaeological Project, Bulgaria". Journal of Field Archaeology. ج. 25 ع. 4: 373–396. DOI:10.1179/009346998792005298. ISSN:0093-4690. مؤرشف من الأصل في 2019-12-11.
6. ↑  MacDonald (1997)، ص. 40-42.
7. ↑  Davidson، Donald A.؛ Wilson، Clare A.؛ Lemos، Irene S.؛ Theocharopoulos، S. P. (1 يوليو 2010). "Tell formation processes as indicated from geoarchaeological and geochemical investigations at Xeropolis, Euboea, Greece". Journal of Archaeological Science. ج. 37 ع. 7: 1564–1571. DOI:10.1016/j.jas.2010.01.017. مؤرشف من الأصل في 2019-05-28.
8. ↑  Kotsakis, Kostas (1999). "What Tells can Tell: Social Space and Settlement in the Greek Neolithic". In Halstead, Paul (ed.). Neolithic Society in Greece (بالإنجليزية). Sheffield: Sheffield Academic Press. ISBN:9781850758242. Archived from the original on 2011-12-18.
9. ↑  "Amateur Archaeologists Get the Dirt on the Past", نيويورك تايمز نسخة محفوظة 24 يونيو 2012 على موقع واي باك مشين.
10. 1 2 3 4 5 6  Université Saint-Joseph 1969، صفحة 54
11. 1 2  Copeland، Lorraine؛ Wescombe، P. (1965). Inventory of Stone-Age sites in Lebanon. Imprimerie Catholique. مؤرشف من الأصل في 2011-12-24. اطلع عليه بتاريخ 2011-03-15.
12. 1 2 3  Copeland, Lorraine (1969). Neolithic Village Sites in the South Beqaa, Lebanon (بالإنجليزية). Archived from the original on 2023-09-05. Retrieved 2023-09-01.
13. ↑  Diana Kirkbride (1969). Early Byblos and the Beqaʻa. مؤرشف من الأصل في 2017-04-14. اطلع عليه بتاريخ 2011-03-24.
14. 1 2  Moore (1978)، ص. 433–435.
15. 1 2 3 4  Université Saint-Joseph 1969، صفحة 61
16. ↑  Université Saint-Joseph 1969، صفحة 66
17. ↑  Université Saint-Joseph 1969، صفحة 67
18. 1 2 3 4 5 6 7 8 9  
Moore (1978)، ص. 436–442.
19. ↑  Université Saint-Joseph 1969، صفحة 81
20. ↑  Université Saint-Joseph 1969، صفحة 53
21. 1 2 3  Francis 1994
22. 1 2  "The Neolithic of the Levant (Excerpt 181)". ancientneareast.tripod.com. مؤرشف من الأصل في 2022-04-24. اطلع عليه بتاريخ 2022-05-09.
23. 1 2 3  Université Saint-Joseph 1969، صفحة 80
24. 1 2 3  Université Saint-Joseph 1969، صفحة 75
25. ↑  Université Saint-Joseph 1969، صفحة 78
26. 1 2 3  Université Saint-Joseph 1969، صفحة 85
27. 1 2  Université Saint-Joseph 1969، صفحة 82
28. ↑  Université Saint-Joseph 1969، صفحة 60
29. ↑  "مركز المعلوماتية القانونية :: التشريعات النافذة :: اعتبار تل في تعلبايا اثرا تاريخيا :: المواد :: 1". الجامعة اللبنانية. مؤرشف من الأصل في 2023-09-05. اطلع عليه بتاريخ 2023-09-04.
30. ↑  Université Saint-Joseph 1969، صفحة 99
31. ↑  Council for British Research in the Levant؛ British School of Archaeology in Jerusalem؛ British Institute at Amman for Archaeology and History (1981). Levant. Council for British Research in the Levant. مؤرشف من الأصل في 2020-03-30. اطلع عليه بتاريخ 2011-03-30.
32. ↑  
Moore (1978)، ص. 436–442.
33. ↑  Edwards (1969).
34. ↑  Moore، A.M.T. (1978). The Neolithic of the Levant. Oxford University, Unpublished Ph.D. Thesis. ص. 444–446. مؤرشف من الأصل في 2019-06-04.
35. ↑  L. Copeland؛ P. Wescombe (1966). Inventory of Stone-Age Sites in Lebanon: North, South and East-Central Lebanon. Impr. Catholique. مؤرشف من الأصل في 2016-05-20. اطلع عليه بتاريخ 2011-08-29.
36. ↑  Université Saint-Joseph 1969، صفحة 63
37. ↑  Université Saint-Joseph 1969، صفحة 62
38. ↑  Université Saint-Joseph 1969، صفحات 81-82
39. ↑  Besançon, J. & Hours, F., Quelques sites prehistoriques nouveaux dans la Beqaa, Melanges de l'Universite Saint Joseph, 44, 75-84, 1968.
40. ↑  Kuschke A., 1954, Beitraege zur Siedlungsgeschichte der Biqa' 1, ZDPV 70 : 104-129.
41. 1 2  Université Saint-Joseph 1969، صفحة 83
42. ↑  Université Saint-Joseph 1969، صفحة 58
43. ↑  "Is Your Cat Truly Domesticated? According to Science..." ThoughtCo. مؤرشف من الأصل في 26/04/2019. {{استشهاد ويب}}: تحقق من التاريخ في: |تاريخ أرشيف= (مساعدة)
44. ↑  Université Saint-Joseph 1969، صفحات 83-84
45. ↑  "Is Your Cat Truly Domesticated? According to Science..." ThoughtCo (بالإنجليزية). Archived from the original on 2019-04-26. Retrieved 2023-09-03.
46. ↑  Université Saint-Joseph 1969، صفحة 84
47. ↑  Université Saint-Joseph (Beirut؛ Lebanon) (1969). Mélanges de l'Université Saint-Joseph, pp.55. Impr. catholique. مؤرشف من الأصل في 2022-12-26. اطلع عليه بتاريخ 2011-03-25.
48. ↑  Francis Hours (1994). Atlas des sites du proche orient (14000-5700 BP). Maison de l'Orient méditerranéen. ISBN:978-2-903264-53-6. مؤرشف من الأصل في 2023-09-01. اطلع عليه بتاريخ 2023-09-01.
49. ↑  Lorraine Copeland؛ P. Wescombe (1965). Inventory of Stone-Age sites in Lebanon. Imprimerie Catholique. مؤرشف من الأصل في 2023-03-26.[وصلة مكسورة]
50. ↑  Copeland, Lorraine (1969). Neolithic Village Sites in the South Beqaa, Lebanon (بالإنجليزية). Archived from the original on 2023-09-01. Retrieved 2023-09-01.
51. ↑  Université Saint-Joseph 1969، صفحة 69
52. ↑  L. Copeland؛ P. Wescombe (1966). Inventory of Stone-Age Sites in Lebanon: North, South and East-Central Lebanon, p. 26. Impr. Catholique. مؤرشف من الأصل في 2020-02-26. اطلع عليه بتاريخ 2011-08-29.
53. ↑  Badre, Leila (1982). "Tell el-Ghassil : Tomb 1". MOM Éditions (بالإنجليزية). 12 (1): 123–132. Archived from the original on 2023-09-02. Retrieved 2023-09-04.
54. ↑  Doumet، Claude (1 يناير 1986). Les Fouilles de Tell el-Ghassil de 1972 à 1974 (These de doctorat thesis). Paris 1. مؤرشف من الأصل في 2023-09-05. اطلع عليه بتاريخ 2023-09-04.
55. ↑  C, Doumet-Serhal (1 Jan 1996). Les fouilles de Tell el-Ghassil de 1972 à 1974, étude du matériel (بالفرنسية). Beyrouth: IFPO. ISBN:978-2-7053-0562-8. Archived from the original on 2013-07-09. Retrieved 2023-09-04.
56. 1 2  Université Saint-Joseph 1969، صفحة 76
57. 1 2  James Mellaart (1965). Earliest Civilizations of the Near East. (Illustr.). Thames and Hudson1c [1965]. ص. 64. ISBN:978-0-500-29004-0. مؤرشف من الأصل في 2023-09-05. اطلع عليه بتاريخ 2013-03-20.
58. ↑  Université Saint-Joseph 1969، صفحات 77-78
59. ↑  Vermeersch, Shyama; Starkovich, Britt M.; Orsingher, Adriano; Kamlah, Jens (2 Sep 2022). "Subsistence practices in Phoenicia and beyond: faunal investigations at Tell el-Burak, Lebanon (c. 725–350 BCE)". Levant (بالإنجليزية). 54 (3): 359–377. DOI:10.1080/00758914.2022.2135869. ISSN:0075-8914. Archived from the original on 2023-09-05. Retrieved 2023-09-02.
60. ↑  Kamlah، Jens (1 يناير 2010). "Tell el-Burak. A new Middle Bronze Age Site from Lebanon". In: Ancient Near Eastern Archaeology 73/2-3, 130-141. مؤرشف من الأصل في 2023-09-05. اطلع عليه بتاريخ 2023-09-02.
61. ↑  Kamlah, J. and Sader, H., Excavations on Tell el-Burak (Lebanon). Preliminary Report of the First Three Seasons (2001-2003), Bulletin d'Archéologie et d'Architecture Libanaises, vol. 7, pp. 145-173, 2003
62. ↑  Copeland & Wescombe 1965، صفحة 139
63. ↑  Robert Boulanger (1955). Lebanon, p. 184. Hachette. مؤرشف من الأصل في 2023-07-08. اطلع عليه بتاريخ 2012-09-05.
64. ↑  Genz, H. and Sader, H. 2007  Excavations at the Early Bronze Age Site of Tell Fadous-Kfarabida: Preliminary Report on the 2007 Season of Excavations. Bulletin d’Archéologie et d’Architecture Libanaises 11: 7-16., 2007.
65. ↑  Robert 1966، صفحة 178
66. ↑  "Tell Fadous | University of Tübingen". uni-tuebingen.de. مؤرشف من الأصل في 2023-02-23. اطلع عليه بتاريخ 2023-02-23.
67. ↑  "Fadous site". fadous.net. مؤرشف من الأصل في 2022-12-31. اطلع عليه بتاريخ 2023-02-23.

### بيانات المراجع
Albright, William Foxwell (1960). The archaeology of Palestine (بالإنجليزية). بالتيمور: Penguin Books. OCLC:3874252. Archived from the original on 2023-11-22.
MacDonald، Kevin C. (1997). "More forgotten tells of Mali: an archaeologist's journey from here to Timbuktu". Archaeology International ع. 1: 40–42. DOI:10.5334/ai.0112. مؤرشف من الأصل في 2019-05-28.{{استشهاد بدورية محكمة}}:  صيانة الاستشهاد: ref duplicates default (link) صيانة الاستشهاد: دوي مجاني غير معلم (link)
- Université Saint-Joseph (1969). Mélanges de l'Université Saint-Joseph (بالفرنسية). Imprimerie Catholique. Archived from the original on 2022-04-17.
- Francis, Jacques (1994). Atlas des sites du proche orient (14000-5700 BP): Texte (بالفرنسية). Maison de l'Orient méditerranéen. ISBN:978-2-903264-53-6. Archived from the original on 2021-05-11.
- Kirkpatrick، E. M. (1983). Chambers 20th Century Dictionary (ط. New). Edinburgh: W & R Chambers Ltd. ص. 1330. ISBN:978-0-550-10234-8.
- Wilkinson، Tony J. (2003). Archaeological Landscapes of the Near East. Tucson, AZ: University of Arizona Press. ص. 100–127. ISBN:0-8165-2173-5. مؤرشف من الأصل في 2017-10-11 – عبر Internet Archive.
- Moore، A.M.T. (1978). The Neolithic of the Levant. Oxford University, Unpublished Ph.D. Thesis. مؤرشف من الأصل في 2019-06-04.
- Edwards، Iorwerth Eiddon Stephen (1969). The Cambridge ancient history. مطبعة جامعة كامبريدج. مؤرشف من الأصل في 2020-03-30. اطلع عليه بتاريخ 2011-03-30.